# Spider Baby
Spider Baby è un film horror statunitense del 1967, scritto e diretto da Jack Hill.
Il film è stato girato in soli dodici giorni tra l'agosto e il settembre del 1964 ed è costato complessivamente 65.000 dollari. Sarebbe dovuto uscire nelle sale nello stesso anno, tuttavia, a causa del fallimento dei produttori originali, il film non è stato distribuito prima del 24 dicembre 1967.
La pellicola, oggi considerata un cult movie, fu un flop al botteghino a causa di una scarsa campagna promozionale e delle varie modifiche al titolo, che venne presentata come The Liver Eaters, Attack of the Liver Eaters, Cannibal Orgy e The Maddest Story Ever Told. Sebbene questi titoli alternativi abbiano poca o nessuna relazione con la trama, gli ultimi due citati appaiono nel testo della canzone nei titoli di coda cantata da Chaney: «Questa orgia cannibale è strana da vedere nella storia più pazza mai raccontata».

## Trama
Gli ultimi superstiti della famiglia Merrye, Virginia, Elizabeth e Ralph, vivono in una villetta in rovina dalla sotto la tutela di Bruno, l'autista di famiglia, il quale ha promesso al defunto Titus Merrye di vegliare sui suoi figli. I tre ragazzi Merrye sono affetti dalla "sindrome di Merrye" - una rara malattia genetica tipica dei membri della loro famiglia - che, a partire dalla tarda infanzia, li induce a regredire mentalmente, socialmente e fisicamente.
Due lontani parenti, Emiliy e Peter Howe, arrivano alla villa dei Merrye con il loro avvocato per esaminare e rivendicare la proprietà come legittimi eredi. Il precario controllo di Bruno sui ragazzi si deteriora: ne derivano la follia, il caos e l'omicidio.

## Produzione

### Genesi del film
Karl Schanzer - che nel film interpreta il ruolo dell'avvocato Schlocker - nei primi anni Sessanta lavorava come investigatore privato ed era un amico di Jack Hill, il regista. Schanzer aveva tra i suoi clienti Paul Monka e Gil Lasky, i quali lavoravano nel settore immobiliare ma avevano intenzione di investire nel mondo del cinema. I due avevano già letto innumerevoli sceneggiature cinematografiche quando Karl Schanzer parlò loro di Jack Hill che stava cercando soldi per produrre il film.
Con un budget stimato di 65.000 dollari, Monka e Lasky hanno prodotto il film sotto la società di produzione chiamata "Lasky-Monka". Inizialmente il titolo del film avrebbe dovuto essere Cannibal Orgy, o The Maddest Story Ever Told - con evidente riferimento al film biblico La più grande storia mai raccontata (1965) di George Stevens -, ma infine si optò per Spider Baby, con il sottotitolo Or the Maddest Story Ever Told che appare solo nei titoli di testa.

### Location e riprese
Le riprese si svolsero a Los Angeles tra l'agosto e il settembre del 1964 e sono durate circa dodici giorni. Come location per gli esterni venne scelta la Smith Estate, nel quartiere di Highland Park; per gli interni, invece, venne utilizzata una fabbrica di automobili dismessa. Il montacarichi dal quale viene calato Sid Haig in diverse scene del film è autentico.

### Cast
Il cast e la troupe erano un gruppo eterogeneo di veterani e principianti.
Per il ruolo di Bruno, il fedele autista della famiglia Merrye, venne scelto inizialmente Lon Chaney Jr., il quale era stato una vecchia gloria del cinema horror statunitense. Chaney in prima battuta rifiutò l'ingaggio poiché era al di sotto dei 2.500 dollari, ma riconsiderò l'offerta dopo che venne contattato John Carradine, attore con il quale condivideva lo stesso agente. A quei tempi, Chaney era già fortemente alcolizzato e venne inclusa nel contratto una clausola che gli permetteva di bere solo a fine riprese, ma l'attore riuscì a infrangere il divieto mischiando della vodka al succo d'arancia. Il bere durante le riprese, le alte temperature di quella estate particolarmente afosa e la mancanza di aria condizionata per ragioni di ristrettezze economiche, fecero in modo che l'attore sudasse parecchio e questa cosa si può notare in alcune scene del film.
Jack Hill scelse personalmente Jill Banner per il ruolo di Virginia Merrye. All'epoca, l'attrice aveva solo 17 anni, quindi le fecero dichiarare di aver 18 anni per non aver problemi con le leggi sulla tutela dei minori. Per Jill Banner, Spider Baby fu la prima esperienza sul grande schermo; ha poi recitato in pochi altri ruoli cinematografici e televisivi ed ha avuto una relazione con Marlon Brando agli inizi degli anni Ottanta. È morta nel 1982 in un incidente stradale all'età di 35 anni.
Beverly Washburn, che interpreta il ruolo di Elizabeth Merrye, venne notata e invitata a un casting nel negozio di Bart Patton, direttore di produzione e assistente alla regia. Era un'attrice professionista, abituata a stare di fronte alla telecamera fin dalla prima infanzia.
A Sid Haig venne assegnato il ruolo di Ralph Merrye. Jack Hill aveva già lavorato con lui precedentemente in Blood Bath (1966).

## Accoglienza
Su sito Rotten Tomatoes, il film ha ottenuto un punteggio di approvazione del 100% basato su 12 recensioni, con una valutazione media ponderata di 7,3 su 10. L'autore e critico cinematografico Leonard Maltin ha premiato il film con due stelle e mezzo su quattro, giudicando il film «spaventoso e divertente allo stesso tempo».

## Curiosità
- La canzone dei titoli di testa, cantata da Lon Chaney, è una parodia di Monster Mash.
- In una scena del film, durante una conversazione a tavola, vengono fatti dei riferimenti ad alcuni celebri monster movies come Dracula (1931), Frankenstein (1931), La mummia (1932) e L'uomo lupo (1941), film nel quale Lon Chaney interpretava il ruolo del lupo mannaro. Appena viene menzionato L'uomo lupo, il personaggio di Chaney pronuncia la famosa battuta «Stanotte c'è la luna piena» con lo stesso tono tragico che usava nella pellicola del 1941.
- La Smith Estate, che nel film è la dimora dei Merrye, è in piedi ancora oggi e si può visitare al 5905 di El Mio Drive (Los Angeles), poiché considerata patrimonio storico della città[12].
- In un'intervista del 2014, Jack Hill ha dichiarato che la sua maggiore fonte di ispirazione per questo film è stata la marijuana[5], anche se l'idea del film pare sia nata durante una conversazione avuta con l'attore Sig Haig[13].